# مکتب گلاسگو
مکتب گلاسگو (به انگلیسی: Glasgow School) حلقه‌ای از هنرمندان و طراحان تأثیرگذار بود که در دهۀ ۱۸۷۰ میلادی در گلاسگو، اسکاتلند شروع به ائتلاف کردند و از دهۀ ۱۸۹۰ تا حدود ۱۹۱۰ میلادی شکوفا شدند. از گروه‌های نماینده شامل گروه چهارنفر بودند (همچنین به عنوان مکتب اسپوک نیز شناخته می‌شوند.) دختران گلاسگو و پسران گلاسگو. بخشی از جنبش بین‌المللی هنر نو، آن‌ها مسئول ایجاد سبک متمایز گلاسگو بودند (به سبک مدرن (سبک آر نُوو بریتانیا) مراجعه کنید).
گلاسگو در پایان قرن نوزدهم رونقی اقتصادی را تجربه کرد که منجر به افزایش مشارکت‌های متمایز به جنبش هنر نو، به ویژه در زمینه‌های معماری، طراحی داخلی و نقاشی شد.

## چهارنفر (مدرسۀ اسپوک)

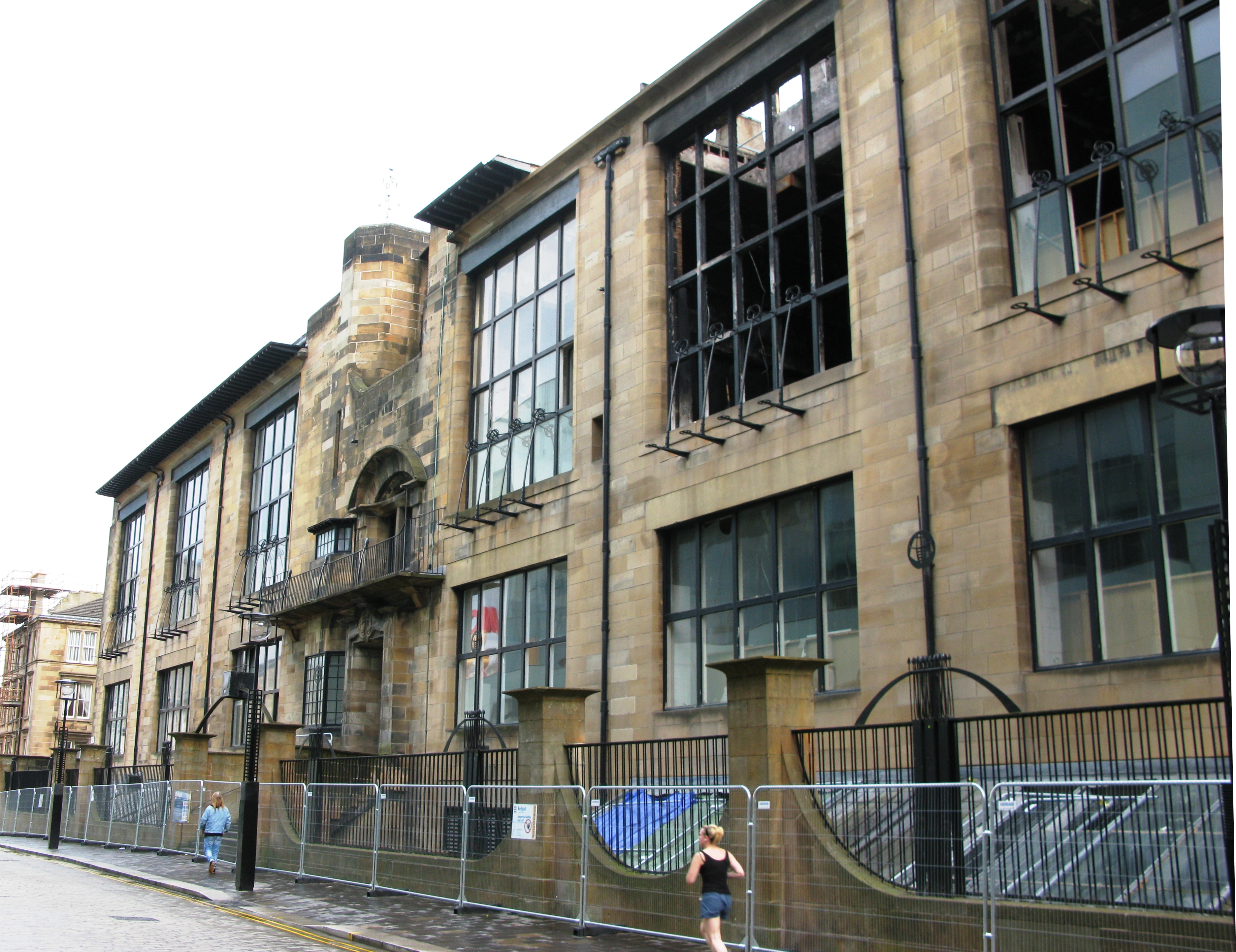
مدرسۀ هنر گلاسگو

از جمله برجسته‌ترین معرفان مکتب گلاسگو، گروه چهارنفر بودند. آن‌ها شامل نقاش و هنرمند شیشه‌گر، مارگارت مک‌دونالد؛ معمار تحسین‌شده، چارلز رنی مکینتاش (شوهر مک‌دونالد)؛ خواهر مک‌دونالد، فرانسیس و شوهر او هربرت مک‌نیر بودند. چهارنفر با هم تلفیق تأثیرات سبک گلاسگو را از جمله: احیای سلتیک، جنبش هنرها و صنایع دستی و ژاپنیسم تعریف کردند که در سراسر جهانِ هنر مدرن در قارۀ اروپا مورد توجه قرار گرفت. چهارنفر، که به گونه‌ای دیگر با نام مدرسۀ اسپوک نیز شناخته می‌شوند، در نهایت تأثیر قابل توجهی بر تعریف هنر نو گذاشتند. نام مدرسۀ اسپوک یا مدرسه ترسناک یا غول در اصل یک «لقب تمسخرآمیز» به کار آن‌ها بود که «فُرم... انسانی تحریف‌شده و در عین حال سازگار با سنت» بود.